# Osulf II de Bamburgh
Osulf, llamado también Oswulf (fallecido en 1067), era hijo de Eadulf III, conde de Bamburgh (asesinado en 1041), y nieto de Uhtred el Audaz, conde de Northumbria (asesinado en 1016). Los integrantes de la familia de Osulf fueron ealdormen de Bamburgh desde 954 a 1041, cuando Siward asesinó a Eadulf y reunificó Northumbria bajo un único monarca. Siward murió en 1055 sin dejar un hijo varón adulto, lo que llevó a que Tostig Godwinson fuera nombrado conde.
En 1065, Morcar sucedió a Tostig como conde de Northumbria, y nombró a Osulf para que gobernara la parte norte del río Tyne. Sin embargo, Morcar fue derrocado y puesto prisionero debido a su resistencia a la invasión normanda de Inglaterra por Guillermo, el conquistador en 1066. Guillermo nombró a Copsi para reemplazar a Morcar, siendo Copsi el delegado anterior de Tostig.
En febrero de 1067, Copsi se dirigió hacia el norte y obligó a Osulf a refugiarse en las colinas. A partir de ese momento, Osulf comenzó a reunir reclutas para formar un ejército sin ninguna dificultad, ya que Copsi era muy impopular entre los habitantes de Northumbria al norte y al sur del río Tees. Copsi era considerado un invasor y un recaudador de impuestos de Guillermo I. El 12 de octubre, Osulf sorprendió a Copsi y a sus hombres en un banquete en Newborn-upon-Tyne. Copsi se refugió en una iglesia cercana, pero la prendieron fuego y Copsi fue atrapado y decapitado.
Osulf tomó control del condado de Bamburgh, y ninguna expedición intentó eliminarlo. Sin embargo, mientras ejercía sus funciones como earl, Osulf fue interceptado por un forajido que lo atravesó con su espada, muriendo en otoño de 1067.